# Hamnskär (Brändö, Åland)
Hamnskär är öar i Åland (Finland). De ligger i Skärgårdshavet och i kommunen Brändö i landskapet Åland, i den sydvästra delen av landet. Öarna ligger omkring 83 kilometer nordöst om Mariehamn och omkring 220 kilometer väster om Helsingfors.
Arean för den av öarna koordinaterna pekar på är 14,7 hektar och dess största längd är 500 meter i sydöst-nordvästlig riktning. Ön höjer sig omkring 10 meter över havsytan.